# Kim de Ruysscher
Kim de Ruysscher es un escultor belga. Trabaja la piedra, tallándola y dándole el aspecto de telas flexibles o papeles ligeros. Reside en La Haya.
Tras sus estudios en Gante en 1996, viajó a Carrara, Italia, donde permaneció durante 10 años perfeccionando sus conocimientos sobre la talla de piedras. 